# Louis-Benjamin Francoeur

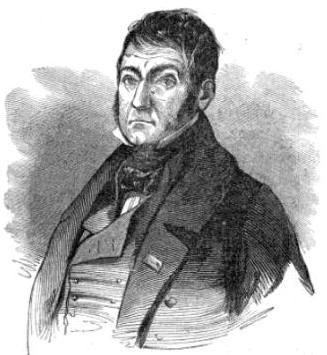
Louis-Benjamin Francoeur

Louis-Benjamin Francoeur (* 16. August 1773 in Paris; † 15. Dezember 1849 ebenda) war ein französischer Mathematiker.

## Leben
Francoeur stammte aus einer bekannten Musikerfamilie, sein Vater war zeitweise Leiter des Pariser Opernorchesters. Nach Dienst in der französischen Revolutionsarmee studierte er 1794 bis 1797 an der neu gegründeten École polytechnique bei Gaspard Monge. Er wollte nach dem Abschluss Militärkartograph werden, Gaspard de Prony holte ihn aber als Assistenten an die École polytechnique. Eine Zeitlang war er auch formell Artillerieoffizier, aber nicht im aktiven Dienst. 1804 wurde er Professor für Mathematik an der École polytechnique und 1805 Mathematiklehrer am Lycée Charlemagne. 1808 wurde er Professor an der Sorbonne, was er bis 1845 blieb. Während der Restauration nach dem Ende Napoleons verlor er seinen Posten an der École polytechnique und dem Lycée Charlemagne (den er aber dann doch bis 1822 behielt), blieb aber bis 1848 Professor an der Sorbonne (Faculté des Sciences in Paris), obwohl eine Kehlkopferkrankung ihn ab 1817 zwang sich vertreten zu lassen.
Er schrieb zahlreiche Lehrbücher, nicht nur über Mathematik, Mechanik, Geodäsie und Astronomie (für die er sich seit dem Erscheinen des Großen Kometen im Jahr 1811 interessierte), sondern auch über Botanik und war bekannt als Autor eines Schulbuchs über Zeichnen.
1842 wurde er Mitglied der Académie des Sciences, und er war Mitglied der Akademien in Sankt Petersburg (1809), Edinburgh, Toulouse, Lissabon und Lyon. Die Rue Francoeur in Paris trägt seinen Namen.
Sein Sohn Isidore lehrte auch Mathematik (am Collège Chaptal und der École des Beaux-Arts). Seine Witwe stiftete den Prix Francoeur, den die Académie des Sciences verlieh.

## Schriften
- Traité de mécanique élémentaire. 1800 (mit Prony)
- Cours complet de mathématiques pures. 2 Bände 1809
- Élémens de statique, 1810
- Uranographie, ou Traité élémentaire d’astronomie, 1812
- La goniométrie. 1820.
- L’enseignment du dessin linéaire. 1827.
- Astronomie practique. 1830.
- Elements de technologie. 1833.
- Géodésie. 1835.
- Algèbre supérieure 1838
- Mémoire sur l’Aréométrie, 1842
- Traité d’arithmétique appliquée à la banque, au commerce, à l’industrie, etc. 1845.
- Le dessin linéaire d’après la méthode de l’enseignement mutuel, 1819 (Zeichenlehrbuch für Schulen)
- Flore parisienne ou Description des caractères de toutes les plantes qui croissent naturellement aux environs de Paris, distribuées suivant la méthode du jardin des plantes 1800, 1801